# Ратьков-Рожнов, Александр Геннадиевич
Алекса́ндр Генна́диевич Ратько́в-Рожно́в (29 августа 1858 — 23 сентября 1930) — русский общественный деятель и политик, член IV Государственной думы от Ярославской губернии.

## Биография
Из потомственных дворян Ярославской губернии. Землевладелец Рыбинского уезда той же губернии (245 десятин) и Минской губернии (приобретенные 1535 десятин). Сын Геннадия Александровича Ратькова-Рожнова (1826—1897), племянник сенатора В. А. Ратькова-Рожнова.
В 1880 году окончил Александровский лицей с чином IX класса. Служил по Министерству финансов и ведомству учреждений императрицы Марии. В 1891 году был откомандирован в особый комитет под председательством цесаревича Николая для оказания помощи населению губерний, пострадавших от неурожая. Некоторое время состоял председателем Слуцкого уездного по крестьянским делам присутствия.
Занимался сельским хозяйством. Состоял Слуцким уездным (1892—1897) и Минским губернским (1897—1904) предводителем дворянства, избирался гласным Рыбинского уездного и Ярославского губернского земских собраний, почетным мировым судьей Рыбинского (с 1903), Минского и Слуцкого уездов. Дослужился до чина действительного статского советника (1899).
В русско-японскую войну состоял уполномоченным при санитарно-врачебном отряде Ярославского губернского земства на Дальнем Востоке. Состоял выборщиком от ярославского дворянства на выборах в Государственный совет. С 1908 года был представителем Ярославского губернского земства в Совете по делам местного хозяйства МВД.
С 1909 года состоял членом Совета министра финансов и членом Московского отделения Государственного дворянского земельного банка по выбору дворянства Ярославской губернии. Также входил в совет Соединенного банка и, по приглашению министра финансов, совет Дворянского земельного банка (с 1909). Член Совета Петербургского Ольгинского детского приюта.
В 1912 году был избран членом Государственной думы от Ярославской губернии съездом землевладельцев. Входил во фракцию центра, был товарищем председателя бюро фракции. В 1915 году вошел в Прогрессивный блок. Состоял членом многих комиссий и докладчиком комиссий: по исполнению государственной росписи доходов и расходов, бюджетной, финансовой.
Во время Первой мировой войны был избран в Особое совещание по обеспечению топливом путей сообщения, государственных и общественных учреждений и предприятий, работающих для целей государственной обороны. Во дни Февральской революции находился в Петрограде, 5 марта вошел в состав Временного комитета Государственной думы. 8 марта был избран фракцией центра членом Совет старейшин, с 24 марта был комиссаром ВКГД по Мариинскому приюту для ампутированных и увечных воинов. Затем возглавлял комиссии по снабжению увечных воинов протезами и для рассмотрения ходатайств о выдаче пособий пострадавшим от революции.
После Октябрьской революции эмигрировал во Францию. Жил в Париже, состоял членом Объединения бывших воспитанников Императорского Александровского лицея, а также Союза русских дворян. Председательствовал на заседаниях последнего. Последние годы жизни провел в Русском доме Сент-Женевьев-де-Буа. Был похоронен в Сент-Мишель-сюр-Орж, затем перезахоронен на кладбище Сент-Женевьев-де-Буа.

## Семья
Был женат на Марии Александровне Кожиной (1866—?), помещице Ярославской (730 десятин) и Костромской (250 десятин) губерний. Их дети:
- Сергей (1888—1930), штабс-ротмистр Экспедиционного корпуса русских войск во Франции. Бывший конно-гренадер.
- Геннадий (1901—1987)
- Надежда (1887—?)
- Наталья (1894—?), замужем[1] за Александром Георгиевичем Яхимовичем (1894—?)

## Награды
- Высочайшее благоволение (1888)
- Орден Святого Станислава 2-й ст. (1891)
- Орден Святой Анны 2-й ст. (1894)
- Высочайшая благодарность (1895)
- Орден Святого Владимира 3-й ст. (1902)
- Орден Святого Станислава 1-й ст. (1911)
- Высочайше пожалованный портрет Е. И.В. (1911)
- Орден Святой Анны 1-й ст. (1914)

- Медаль «В память царствования императора Александра III»
- Медаль «В память коронации Императора Николая II»
- Медаль «За труды по первой всеобщей переписи населения» (1897)
- Медаль Российского общества Красного Креста
- Медаль «В память 100-летия Отечественной войны 1812 г.» (1912)
- Медаль «В память 300-летия царствования дома Романовых» (1913)